# Kanton Sigean
Kanton Sigean (fr. Canton de Sigean) je francouzský kanton v departementu Aude v regionu Languedoc-Roussillon. Skládá se z 11 obcí.

## Obce kantonu
- Caves
- Feuilla
- Fitou
- La Palme
- Leucate
- Port-la-Nouvelle
- Peyriac-de-Mer
- Portel-des-Corbières
- Roquefort-des-Corbières
- Sigean
- Treilles